# 프레더릭 템플
프레더릭 템플(Frederick Temple, 1821년 ~ 1902년)은 캔터베리 대주교이다.
그의 부모가 그리스 서부의 작은 섬들을 여행하던 중 태어났다. 1885년 런던 주교가 되었고, 1896년 캔터베리 대주교가 되어 빅토리아 시대의 마지막 기간을 재임하였다. 후일 그의 둘째 아들 윌리엄 템플이 다시 캔터베리 대주교가 된다.